# Македония (1883)
Вижте пояснителната страница за други значения на Македония.
„Македония“ (на гръцки: Μακεδονία) е гръцки ежедневен вестник, издаван в Атина, Гърция, през 1883 година.

## История
Първият брой на вестника излиза на 1 октомври 1883 година, а последният на 10 ноември 1883 година. От вестника излизат общо 30 броя. Редактор на вестника е понтийският грък Константинос Йероклис.